# Les Gants blancs du diable
Pour plus de détails, voir Fiche technique et Distribution.
Les Gants blancs du diable est un film policier français de László Szabó sorti en 1973.

## Synopsis
Un meurtre au "Whisky bar" entraine un policier bouddhiste sur la piste d'un marché étrange qui lie le patron du lieu à un politicien véreux. Un policier loufoque et satirique qui dénonce un certain milieu où coexistent politiciens et truands. Le politicien, trafiquant de drogue et employeur d'assassins patentés, devient la cible d'un tueur à gages aveugle.

## Fiche technique
- Réalisation et scénario : László Szabó
- Photographie : Claude Beausoleil
- Société de production : Renn Productions (Paris)
- Production : Maurice Urbain
- Coproduction : Gésip Légitimus
- Musique : Karl-Heinz Schäfer

## Distribution
- Bernadette Lafont
- Jean-Pierre Kalfon
- Gésip Légitimus
- Yves Afonso
- Georgette Anys
- Serge Marquand
- Jean-Pierre Moulin
- Stéphane Shandor
- Jean Aron
- Stéphane Macha
- Jean-Pierre Maud
- Andréa Ferréol
- Daniel Cohen
- Cécile Ricard
- Christian Van Cau
- Pierre Barbouth